# Verenigd Streekvervoer Limburg
NV Verenigd Streekvervoer Limburg (VSL) is een voormalig openbaarvervoerbedrijf uit Heerlen. Het exploiteerde busdiensten Nederlandse provincie Limburg van 1978 tot 1995. Op 1 januari 1995 fuseerde VSL met Zuidooster uit Gennep tot Hermes Groep.

## Ontstaan
Tot 1978 was het openbaar vervoer in Limburg versnipperd en werd het verzorgd door verschillende openbaarvervoerbedrijven. Op aandringen van de overheid begonnen deze maatschappijen in 1974 al een uitgebreide samenwerking door een gezamenlijke dienstregeling te maken waarin buslijnen onderling goed op elkaar aansloten. In 1977 werd besloten om deze samenwerking verder door te zetten en langzaam maar zeker het openbaar vervoer in Midden- en Zuid-Limburg onder te brengen bij één bedrijf. Uit de Limburgsche Tramweg-Maatschappij (LTM) uit Heerlen, Nedam's Autobus Onderneming (NAO) uit Roermond en de Eerste Beeker Autobus Dienst (EBAD) uit Beek ontstond het Verenigd Streekvervoer Limburg (VSL). Formeel gezien nam NAO de aandelen van EBAD over en fuseerde zelf met LTM. Na de fusie lagen de aandelen voor 29% bij de Nederlandse Spoorwegen, voor 16,4% bij de provincie Limburg, voor 35,5% bij de Nederlandse staat en voor 19,1% bij Gebaltram. Gebaltram was de "Vereniging van Gemeenten Gemeenschappelijk bezit van aandelen in de LTM", welke bij oprichting van LTM in 1921 een deel van de aandelen in LTM in handen kreeg. Na het eerste jaar beschikte VSL over 561 personeelsleden en 151 bussen en vervoerde 12,5 miljoen lokale reizigers en 1.522.000 interlokale reizigers.

## Groei
VSL groeide verder in Limburg door de laatste particuliere streekbusbedrijven over te nemen.
Op 1 mei 1980 nam VSL het bedrijf Mulder, (PMH) uit Hoensbroek over. Deze vervoerde sinds 1924 reizigers in de omgeving van Hoensbroek en Heerlen.
Op 1 oktober 1980 ging Autobusonderneming A. Meussen BV uit Maastricht over naar VSL. Dit bedrijf vervoerde sinds 1925 reizigers in de omgeving van Maastricht met onder andere een grensoverschrijdende lijn naar België.
Op 1 januari 1981 volgde De Valk uit Valkenburg. Dit bedrijf was sinds 1919 al actief met een toerbus en verzorgde sinds 1928 ook een lijndienst. De lijndienst van Maastricht naar Hoensbroek ging in 1948 naar LTM maar De Valk bleef exploitant tot 1981.
Ook op 1 januari 1981 ging Cramers Autobus Onderneming (CAO) uit Grevenbicht over naar VSL. CAO reed sinds 1925 lijndienst vanuit Grevenbricht naar Berg, Sittard, Born, Geleen en Roosteren.
In 1984 en op 1 juni 1986 ging in fasen het laatste particuliere streekvervoerbedrijf naar VSL, de Internationale Autobus-Onderneming (IAO) uit Nieuwenhagen en Eygelshoven. Met deze overname was nu het complete openbaar vervoer in Midden- en Zuid-Limburg in handen van VSL met uitzondering van de stadsdienst in Maastricht, deze was in handen van het gemeentevervoerbedrijf Stadsbus Maastricht. In Noord-Limburg reed Zuidooster.
Op 23 juni 1993 kocht VSL de aandelen van toerbedrijf Op het Broek. In 1994 kocht VSL ook 50% van de aandelen van Excelsior Tours uit Sittard.

## Geschiedenis
Na de fusie ontstonden er vier rayons in het vervoersgebied, in Sittard, Roermond, Heerlen en Maastricht. Er werd gebruikgemaakt van de bestaande faciliteiten van LTM, NAO en EBAD. Het hoofdkantoor kwam in Heerlen. VSL behield de oorspronkelijke lijnnummers en routes van de oude bedrijven waardoor sommige lijnnummers dubbel voorkwamen. Pas in 1982 werd dit aangepast.
In 1982 kwam de ESOfoon op de bus waardoor chauffeurs contact konden maken met andere bussen en de centrale om vertragingen te melden en aansluitingen te redden. Deze werd in 1993 opgevolgd door de Combo.
In de jaren 80 werden ook stallingen en werkplaatsen van de rayons vernieuwd of vervangen door nieuwbouw. In 1984 kwam in Sittard een nieuw complex met kantoorruimte, stalling en werkplaats. In november van 1984 werd het nieuwe hoofdkantoor in Heerlen in gebruik genomen. In 1985 kwam in samenwerking met Stadsbus Maastricht een nieuw complex in Maastricht. De vestiging in Roermond werd verbeterd maar pas in 1992 kwam er een nieuw complex.
Ook werkte VSL aan kwaliteitsverbetering. In samenwerking met Alrecon werden nieuwe abri's geplaatst. VSL verrichtte marktonderzoek om zijn aanbod beter op de wensen van de reiziger af te stemmen onder het motto "Ieder reisdoel heeft zijn bushalte". VSL realiseerde sneldiensten en zocht hiervoor de samenwerking met toerbedrijven om in het spits voldoende aanbod te kunnen leveren. Op 2 september 1992 ('92-9-2) ging het nieuwe OV-Reisinformatie systeem van start via het nummer 06-9292. De centrale in Maastricht werd bemand door werknemers van VSL. Als laatste vernieuwing reed in november 1994 de eerste VSL Interliner, lijn 420 van Maastricht naar Aken.

## Buurtbus
In 1979 kwam een nieuwe dienstregeling en trad het Normeringssysteem Voorzieningenniveau Streekvervoer (NVS) in werking. Als een buslijn niet voldeed aan een reizigersnorm, gesteld door de overheid, dan kon een streeklijn omgezet worden in een buurtbus. De eerste buurtbus bij VSL reed vanaf 30 augustus 1979 als lijn 190 van Oler via Kelpen en Stramproy naar Altweerterheide. Deze bleek niet succesvol en werd het traject verlengd naar Grathem enerzijds en Weert en Laar aan de andere kant. Een week later ging ook een buurtbus rijden van Swalmen naar Boukoul, Asenray en Roermond. Deze lijn werd zo een succes dat deze weer werd omgezet in een streekbus. Later kwamen ook nog lijn 191 van Valkenburg naar Margraten en Eckelrade en lijn 192 van Echt naar Koningsbosch en Mariahoop.

## Materieel
Het wagenpark was in de begintijd divers, met vele standaardstreekbussen maar ook ouder materieel van de verschillende vervoerders, zoals exemplaren van de Bolramer-streekbus (ex-LTM). VSL hanteerde niet de ESO-nummering maar ging een eigen wagenparknummering hanteren. Het eerste cijfer van deze nummers verwees naar het jaar van indienststelling van de bus (zo kon een 8 staan voor 1978, maar ook voor 1988). In 1978 kwamen nieuwe DAF/Den Oudsten MB200 standaardstreekbussen in dienst. Tot 1988 werd doorgegaan met het aanschaffen van deze bussen. In 1986 werden ook stadsbussen van Hainje aangeschaft voor de stadsdienst in Roermond. Vanaf 1986 leverde Den Oudsten ook gemoderniseerde varianten van de standaardstreekbus, met grote filmkast, smalle instapdeur en geknikt stuur. In 1988 introduceerden DAF en Den Oudsten de Den Oudsten B88 op een SB220 chassis van DAF. Op 22 juni 1988 ging een proefbus naar VSL. In totaal werden tot 1992 nog 63 van deze bussen aangeschaft. Daarna stapte VSL over op de nieuwe Den Oudsten B89 Alliance bussen op een SB220 chassis en werden ook gelede bussen van DAF/Berkhof aangeschaft. In 1994 kwamen nog vier DAF/Den Oudsten Alliance Interliner bussen naar VSL. Op 31 december 1994 beschikte VSL over 135 DAF/Den Oudsten MB200 standaardstreekbussen, 64 DAF/Den Oudsten SB220/B88 bussen, 21 DAF/Den Oudsten SB220/B89 Alliance bussen (waarvan 5 Interliners), 7 DAF/Berkhof SBG220 gelede bussen, 6 midibussen, 4 buurtbussen en 34 toerbussen van Op het Broek.

## Einde
In 1993 zocht VSL naar mogelijkheden om de samenwerking met Zuidooster verder uit te breiden. Beide bedrijven werkten al samen met enkele gezamenlijk geëxploiteerde lijnen. Op 8 februari 1994 werd besloten tot een fusie. Op 1 januari 1995 ging de NV Verenigd Streekvervoer Limburg samen met de Zuidooster Autobusdiensten NV en vormden de Hermes Groep NV. Hermes zou het hele openbaar vervoer in Limburg, met uitzondering van de stadsdienst in Maastricht gaan verzorgen, maar na openbare aanbestedingen moest het vanaf mei 1995 het vervoer in het Heuvelland afstaan aan Vancom. De VSL bussen gingen mee naar Hermes.
Tot 10 december 2006 exploiteerde Hermes in resterend Limburg het openbaar vervoer. Vanaf 10 december ging dit na openbare aanbestedingen naar het Franse Veolia Transport dat ook al eigenaar was Stadsbus Maastricht en Limex, de opvolger van Vancom. Van VSL zijn in 2007 alleen nog de gelede bussen van Berkhof in dienst, welke nu dienstdoen op de stadsdienst in Eindhoven.